# Parmeraan (Dolok)
Parmeraan is een bestuurslaag in het regentschap Padang Lawas Utara van de provincie Noord-Sumatra, Indonesië. Parmeraan telt 1066 inwoners (volkstelling 2010).